# Effry
Effry és un municipi francès situat al departament de l'Aisne i a la regió dels Alts de França. L'any 2007 tenia 354 habitants.

## Demografia

### Població
El 2007 la població de fet d'Effry era de 354 persones. Hi havia 120 famílies de les quals 31 eren unipersonals (19 homes vivint sols i 12 dones vivint soles), 19 parelles sense fills, 58 parelles amb fills i 12 famílies monoparentals amb fills.
La població ha evolucionat segons el següent gràfic:
Habitants censats

### Habitatges
El 2007 hi havia 153 habitatges, 130 eren l'habitatge principal de la família, 2 eren segones residències i 21 estaven desocupats. Tots els 150 habitatges eren cases. Dels 130 habitatges principals, 107 estaven ocupats pels seus propietaris i 23 estaven llogats i ocupats pels llogaters; 2 tenien dues cambres, 25 en tenien tres, 42 en tenien quatre i 61 en tenien cinc o més. 77 habitatges disposaven pel capbaix d'una plaça de pàrquing. A 60 habitatges hi havia un automòbil i a 38 n'hi havia dos o més.

### Piràmide de població
La piràmide de població per edats i sexe el 2009 era:
| Homes | Edats   | Dones |
| ----- | ------- | ----- |
| 0     | 95 o +  | 0     |
| 0     | 90 a 94 | 0     |
| 0     | 85 a 89 | 4     |
| 8     | 80 a 84 | 12    |
| 0     | 75 a 79 | 4     |
| 4     | 70 a 74 | 4     |
| 8     | 65 a 69 | 4     |
| 16    | 60 a 64 | 8     |
| 8     | 55 a 59 | 8     |
| 8     | 50 a 54 | 8     |
| 12    | 45 a 49 | 12    |
| 12    | 40 a 44 | 20    |
| 20    | 35 a 39 | 12    |
| 4     | 30 a 34 | 12    |
| 28    | 25 a 29 | 4     |
| 12    | 20 a 24 | 24    |
| 24    | 15 a 19 | 16    |
| 0     | 10 a 14 | 24    |
| 24    | 5 a 9   | 8     |
| 8     | 0 a 4   | 4     |

## Economia
El 2007 la població en edat de treballar era de 226 persones, 143 eren actives i 83 eren inactives. De les 143 persones actives 118 estaven ocupades (77 homes i 41 dones) i 27 estaven aturades (14 homes i 13 dones). De les 83 persones inactives 9 estaven jubilades, 21 estaven estudiant i 53 estaven classificades com a «altres inactius».

### Ingressos
El 2009 a Effry hi havia 144 unitats fiscals que integraven 379 persones, la mediana anual d'ingressos fiscals per persona era de 11.847 €.

### Activitats econòmiques
Dels 5 establiments que hi havia el 2007, 1 era d'una empresa de fabricació d'altres productes industrials, 1 d'una empresa de construcció i 3 d'empreses de comerç i reparació d'automòbils.
L'únic servei als particulars que hi havia el 2009 era una lampisteria.
L'any 2000 a Effry hi havia 5 explotacions agrícoles.

## Equipaments sanitaris i escolars
El 2009 hi havia una escola elemental integrada dins d'un grup escolar amb les comunes properes formant una escola dispersa.

## Poblacions més properes
El següent diagrama mostra les poblacions més properes.